# Кархівська сільська рада
Кархі́вська сільська́ ра́да — орган місцевого самоврядування у Чернігівському районі Чернігівської області. Адміністративний центр — село Кархівка.

## Загальні відомості
Кархівська сільська рада утворена в 1930 році.
- Територія ради: 4,2 км²
- Населення ради: 1044 особи (станом на 2001 рік)

## Населені пункти
Сільській раді підпорядковані населені пункти:
- с. Кархівка
- с. Леньків Круг

## Склад ради
Рада складається з 14 депутатів та голови.
- Голова ради: Бобок Володимир Олександрович

### Керівний склад попередніх скликань
| ПІБ                           | Основні відомості                                                 | Дата обрання | Дата звільнення |
| ----------------------------- | ----------------------------------------------------------------- | ------------ | --------------- |
| Шолох Катерина Петрівна       | Сільський голова, 1955 року народження, безпартійний              | 26.03.2006   | 31.10.2010      |
| Бобок Володимир Олександрович | Сільський голова, 1959 року народження, освіта вища, безпартійний | 31.10.2010   |                 |

Примітка: таблиця складена за даними джерела

### Депутати
За результатами місцевих виборів 2010 року депутатами ради стали:

#### За суб'єктами висування
| Суб'єкт висування | Кількість обраних депутатів | %    |
| ----------------- | --------------------------- | ---- |
| Самовисування     | 11                          | 78,6 |
| Партія регіонів   | 3                           | 21,4 |

#### За округами
| № округу        | Прізвище, ім'я, по батькові     | Дата визнання обраним | Освіта             | Партійна приналежність | Відомості про обраного депутата                       |
| --------------- | ------------------------------- | --------------------- | ------------------ | ---------------------- | ----------------------------------------------------- |
| Партія регіонів |                                 |                       |                    |                        |                                                       |
| 1               | Шолох Олександр Миколайович     | 03.11.2010            | середня            | член Партії регіонів   | тимчасово не працює                                   |
| 2               | Яковенко Ольга Вікторівна       | 03.11.2010            | середня спеціальна | член Партії регіонів   | тимчасово не працює                                   |
| 11              | Шегеда Олександр Сергіойвич     | 03.11.2010            | середня спеціальна | член Партії регіонів   | тимчасово не працює                                   |
| Самовисування   |                                 |                       |                    |                        |                                                       |
| 3               | Найдьон Микола Михайлович       | 03.11.2010            | середня спеціальна | позапартійний          | тимчасово не працює                                   |
| 4               | Несін Раїса Федорівна           | 03.11.2010            | середня спеціальна | позапартійна           | Кархівська фельдшерько-акушерський пункт, завідувачка |
| 5               | Гребінник Тамара Іванівна       | 03.11.2010            | середня спеціальна | позапартійна           | магазин, продавець                                    |
| 6               | Бобчинець Михайло Михайлович    | 03.11.2010            | вища               | позапартійний          | ПОП Кархівське, директор                              |
| 7               | Вареник Надія Загітовна         | 03.11.2010            | середня спеціальна | позапартійна           | Кархівська сільрада, секретар                         |
| 8               | Солдатова Світлана Григорівна   | 03.11.2010            | середня спеціальна | позапартійна           | тимчасово не працює                                   |
| 9               | Максименко Тетяна Володимирівна | 03.11.2010            | середня            | позапартійна           | Чернігівське управління праці, соціальний працівник   |
| 10              | Райська Тетяна Григорівна       | 03.11.2010            | середня спеціальна | позапартійна           | Кархівський пункт осіменіння, технік штучного ВРХ     |
| 12              | Шкардибарда Тетяна Анатоліївна  | 03.11.2010            | вища               | позапартійна           | тимчасово не працює                                   |
| 13              | Можар Алла Володимирівна        | 03.11.2010            | вища               | позапартійна           | Кархівська загальноосвітня школа, вчитель             |
| 14              | Приходько Наталія Іванівна      | 03.11.2010            | середня спеціальна | позапартійна           | Чернігівська районна лікарня, лаборант стаціонар      |